# Izembek National Wildlife Refuge
Das Izembek National Wildlife Refuge ist ein 1259 km² großes Schutzgebiet des National Wildlife Refuge Systems am südwestlichen Ende der Alaska-Halbinsel zwischen Beringsee und Golf von Alaska im US-Bundesstaat Alaska. Mit einer Fläche von 1215 km² ist der Großteil des Refuges als Wilderness Area, der strengsten Klasse von Naturschutzgebieten der Vereinigten Staaten, ausgewiesen. 2001 erhielt das Refuge von der American Bird Conservancy den Status eines weltweit bedeutenden Vogellebensraums. Das Schutzgebiet wird von der Weltnaturschutzunion in der Kategorie IV (Biotop- und Artenschutzgebiet) geführt.
Das Wildlife Refuge liegt in einer Kette von Naturschutzgebieten auf der Halbinsel, die den Katmai-Nationalpark, Becharof National Wildlife Refuge, Alaska Peninsula National Wildlife Refuge, Aniakchak National Monument and Preserve und Izembek National Wildlife Refuge umfasst.
Nordöstlich liegt das Alaska Peninsula National Wildlife Refuge, dessen Pavlof-Einheit von der Verwaltung des Izembek NWR mitbetreut wird. Im Zentrum des Refuges befindet sich die 390 km² große, zur Beringsee offene Izembek-Lagune, die mit ihrem Umland seit 1960 als Izembek State Game Refuge geschützt ist und 1986 von der Ramsar-Konvention als erstes Feuchtgebiet der USA von internationaler Bedeutung bezeichnet wurde.

## Tierwelt

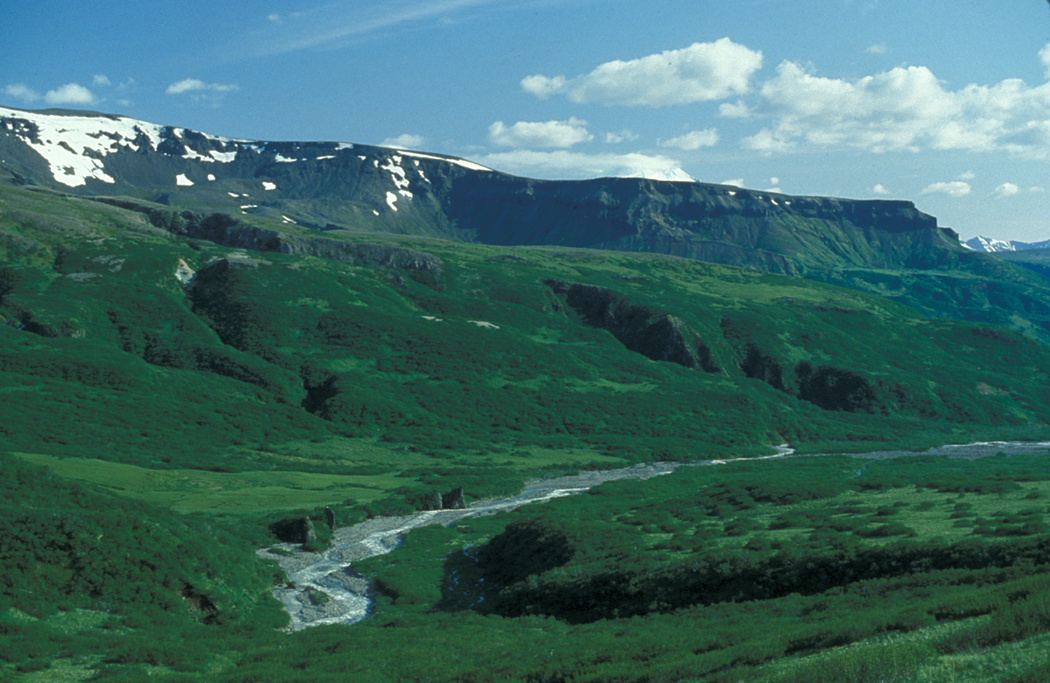
Das Lefthand Valley

Zu ihren Laichgebieten ziehende Lachse stellen eine wichtige Nahrungsgrundlage vieler Tiere im Schutzgebiet dar. Säugetiere wie Braunbären, Wölfe, Vielfraße, Elche und Rentiere wie die über 5000 Tiere der Herde Southern Alaska Peninsula leben im Refuge ebenso wie Wat- und Seevögel.
Meeressäuger wie Seeottern, Seehunden, Walrosse oder Stellerscher Seelöwen haben ihren Lebensraum in den Gewässern an der Küste des Schutzgebiets. Orcas, Grau-, Zwerg- und Buckelwale ziehen auf ihren Wanderungen durch die Lagunen und entlang der Küsten.
Am flachen Brackwasser der Izembek-Lagune sammeln sich während des Vogelzugs zehntausende Kanadagänse und Kaisergänse. Im Herbst trifft auf dem Weg zu den Winterquartieren fast der gesamte Bestand an schwarzbäuchigen Ringelgänsen von um die 150.000 Tieren an der Lagune ein.
Große Schwärme von Scheckenten überwintert auf der südlichen Alaska-Halbinsel und im Izembek Refuge. Die als bedrohte Tierart gelisteten Enten sind abhängig von einem intakten Ökosystem mit reichhaltigem Vorkommen von Gewöhnlichem Seegras, das die Izembek-Lagune bietet.

## Geschichte
Das Schutzgebiet ist Teil von Beringia. Archäologische Funde von Kochabfällen lassen in der Region des heutigen Schutzgebiets auf eine Bevölkerungszahl von etwa 14.000 vor 9000 Jahren schließen. Benannt wurde die Region 1827 von Graf Feodor Lutke, einem Besatzungsmitglied eines der ersten russischen Schiffe in der Gegend, nach dem Schiffsarzt Karl Izembek.
Während des Zweiten Weltkriegs besetzte die japanische Armee einige Inseln der äußeren Aleuten, was die Region militärstrategisch in den Blickpunkt rückte. In Fort Randell bei Cold Bay wurden 20.000 Soldaten der US-Armee stationiert. Nach Kriegsende wurde der Stützpunkt verlassen und heute zeugen nur noch vereinzelte verfallene Baracken von der Anwesenheit der Streitkräfte. Der Militärflugplatz von Cold Bay entwickelte sich in der Nachkriegszeit als Zwischenlandestation für zivile Flüge zu den Inseln der Aleuten und nach Asien.
Im März 2009 wurde mit dem Public Land Management Act of 2009 ein Gesetz verabschiedet, das neben weiteren diverse Schutzgebiete betreffenden Regelungen einen Landtausch im Izembek NWR beinhaltet. Für den Bau einer jahrelang kontrovers diskutierten, knapp 30 km langen Schotterstraße durch zuvor geschützte Wildnis, die den rund 800 Einwohnern von King Cove einen leichteren Zugang zum Flugplatz von Cold Bay ermöglichen soll, bekommt das Schutzgebiet als Kompensation vom Bundesstaat Alaska zusätzliche 174 km² Land zugesprochen.